# Korānī-ye Pā'īn
Korānī-ye Pā'īn (persiska: Korānī-ye Soflá, کرانی پائین) är en ort i Iran.   Den ligger i provinsen Kermanshah, i den västra delen av landet, 400 km väster om huvudstaden Teheran. Korānī-ye Pā'īn ligger 1 354 meter över havet och antalet invånare är 535.
Terrängen runt Korānī-ye Pā'īn är kuperad norrut, men söderut är den platt.Runt Korānī-ye Pā'īn är det ganska tätbefolkat, med 207 invånare per kvadratkilometer. Närmaste större samhälle är Bīsotūn, 16,4 km nordost om Korānī-ye Pā'īn. Trakten runt Korānī-ye Pā'īn består till största delen av jordbruksmark.